# Lena Dürr
Lena Dürr (* 4. August 1991 in München) ist eine deutsche Skirennläuferin. Die Tochter des ehemaligen Skirennläufers Peter Dürr sowie Schwester von Katharina Dürr ist besonders im Slalom erfolgreich. Seit August 2011 gehört sie dem Zoll-Ski-Team der Bundeszollverwaltung an. Bei den Alpinen Skiweltmeisterschaften 2023 in Méribel gewann sie die Bronzemedaille im Slalom.

## Biografie
Dürr bestritt im Dezember 2006 ihre ersten FIS-Rennen. Nachdem sie im Januar 2008 erstmals einen Podestplatz belegt hatte, kam sie Ende dieses Monats in den Slaloms von Lenggries zu ihren ersten Einsätzen im Europacup. Schon im ersten Slalom erreichte sie auf Anhieb den neunten Platz und tags darauf verpasste sie als Vierte nur knapp das Podest. Zwei Wochen später kam sie im Slalom von Zagreb auch zu ihrem Debüt im Weltcup. Als Vorletzte des ersten Laufes konnte sie sich aber nicht für den zweiten Durchgang qualifizieren. Bei den Juniorenweltmeisterschaften 2008 in Formigal war ihr bestes Resultat der neunte Platz im Slalom.
In der Europacupsaison 2008/09 konnte sich Dürr in zwei Slaloms und zwei Super-Gs unter den besten fünf klassieren, wobei sie am 17. Dezember im Slalom von Schruns erstmals auf das Podest fuhr. Damit erreichte sie in der Gesamtwertung den neunten Platz, im Slalom Rang vier und im Super-G-Klassement Platz sechs. Bei den Juniorenweltmeisterschaften 2009 in Garmisch-Partenkirchen gelangen ihr mit Platz 14 im Super-G und Rang 22 im Riesenslalom aber keine Spitzenplätze. Ihren bisher größten nationalen Erfolg erzielte die damals 17-Jährige am 23. März 2009, als sie Deutsche Meisterin in der Abfahrt wurde. Kurz darauf wurde sie Vizemeisterin im Super-G und Dritte in der Super-Kombination.
Zu Beginn der Europacupsaison 2009/10 fuhr Dürr im Indoor-Slalom im Alpincenter Hamburg-Wittenburg zum zweiten Mal auf das Podest und am 4. Dezember 2009 gelang ihr der erste Sieg im Riesenslalom von Kvitfjell. Mit einem weiteren Sieg im Riesenslalom von Soldeu und insgesamt fünf Podestplätzen gewann sie die Europacup-Gesamtwertung und wurde Zweite im Riesenslalom-Klassement. Am 28. Dezember 2009 holte sie in ihrem zweiten Weltcuprennen, dem Riesenslalom von Lienz, als 25. die ersten Weltcuppunkte und konnte auch am nächsten Tag mit einem 21. Platz im Slalom wieder in die Punkte fahren. Ihr erstes Top-10-Ergebnis erzielte sie im Riesenslalom von Maribor am 16. Januar 2010 mit einem neunten Platz. Bei den Juniorenweltmeisterschaften 2010 gewann sie zeitgleich mit Federica Brignone die Silbermedaille im Riesenslalom. Zudem wurde sie Vierte im Super-G und Neunte im Slalom.
In der Saison 2010/11 fuhr Dürr in zwei Weltcup-Riesenslaloms unter die schnellsten 20. Auch im Riesenslalom der Weltmeisterschaften 2011 in Garmisch-Partenkirchen kam sie als 18. in die Top 20. Bei den Juniorenweltmeisterschaften belegte sie Platz sechs in dieser Disziplin. In der Saison 2011/12 erreichte Dürr wieder mehrere Top-10-Ergebnisse im Weltcup, wobei ihr am 4. März mit dem sechsten Platz im Slalom von Ofterschwang ihr bis dahin bestes Weltcupresultat gelang. Zu Beginn der Weltcupsaison 2012/13 gelangen Dürr zwei weitere sechste Plätze. Am 29. Januar 2013 nahm sie am City Event in Moskau teil (als Ersatz für Viktoria Rebensburg, die auf den Start verzichtet hatte) und gewann überraschend das Rennen. Bei den Weltmeisterschaften 2013 in Schladming konnte sie mit Bronze im Mannschaftswettbewerb ihre erste WM-Medaille gewinnen. Wenige Wochen später konnte sie in derselben Disziplin zum Saisonfinale am 15. März 2013 in Lenzerheide einen Sieg feiern, allerdings zählte dieser Bewerb nur zum Nationencup. Die Qualifikation für die Olympischen Winterspiele 2014 gelang Dürr nicht.
Auch in der Saison 2014/15 konnte Dürr zunächst nicht an ihre früheren Leistungen anknüpfen. Dennoch wurde sie für die Weltmeisterschaften 2015 nominiert, wo sie im Slalom den 13. Platz belegte. Kurz darauf gelang ihr mit Rang fünf im Slalom von Maribor sowohl das erste Top-10-Ergebnis seit mehr als zwei Jahren als auch die bisher beste Weltcup-Platzierung in dieser Disziplin. Bei den Weltmeisterschaften in Vail/Beaver Creek 2015 war sie 13. im Slalom. In der Saison 2016/17 startete sie auch im Super-G und in der Kombination. Bei den Weltmeisterschaften in St. Moritz 2017 war sie 18. im Slalom und 26. Riesenslalom. Bei den Olympischen Spielen in Pyeongchang 2018 war sie mit der deutschen Mannschaft Fünfte im Mannschaftswettbewerb. Bei den Weltmeisterschaften in Åre 2019 war sie Vierte im Mannschaftswettbewerb und Elfte im Slalom. In Cortina d’Ampezzo 2021 gewann sie mit der deutschen Mannschaft die Bronzemedaille im Mannschaftswettbewerb und war 14. im Slalom.
Am 12. März 2021 egalisierte Dürr ihr bestes Ergebnis im Slalom mit einem fünften Platz in Åre. Schon beim Slalom am folgenden Tag, ebenfalls in Åre, übertraf sie dieses Ergebnis mit dem vierten Platz. In der Saison 2021/22 fuhr sie bereits im ersten Slalomrennen des Winters in Levi mit Platz drei erstmals in ihrer Karriere in einem Weltcup-Rennen auf das Podest. Dieses Ergebnis wiederholte sie einen Tag später am selben Ort. Nach einem vierten Platz beim Weltcup-Slalom von Kranjska Gora am 9. Januar 2022 gelang Dürr nur zwei Tage später beim Nachtslalom von Schladming mit Platz drei erneut der Sprung auf das Podest. Bei den Olympischen Winterspielen 2022 gewann sie, nach dem sie im Slalom als vierte eine Medaille um nur sieben hundertstel verpasst hatte, mit der deutschen Mannschaft um Emma Aicher, Julian Rauchfuss, Alexander Schmid und Linus Straßer die Silbermedaille im Mannschaftswettbewerb. Mit einem zweiten Platz in Méribel, im letzten Rennen des Slalomweltcups 2021/22, sicherte sich Dürr den dritten Platz in der Disziplinenwertung.
In der Saison 2022/23 konnte sie am 29. Januar 2023, exakt zehn Jahre nach ihrem ersten Weltcupsieg, in Spindlermühle ihren ersten Weltcupsieg im Slalom feiern. Seit dem letzten Slalom-Sieg von Maria Höfl-Riesch im November 2012 hatte keine deutsche Läuferin mehr einen Weltcupslalom gewonnen. In Méribel 2023 wurde sie Sechste im Mannschaftswettbewerb und gewann die Bronzemedaille im Slalom hinter der Kanadierin Laurence St-Germain aus Kanada und Topfavoritin Mikaela Shiffrin aus den USA.
Zu Beginn der Saison 2023/24 belegte Dürr beim ersten Slalom in Levi den zweiten Platz hinter der Slowakin Petra Vlhová. Einen Tag später belegte sie beim Sieg von Mikaela Shiffrin den dritten Platz. Bei den Slalomrennen in Lienz am 29. Dezember 2023 sowie am 7. Januar 2024 in Kranjska Gora belegte sie abermals den zweiten Platz hinter Shiffrin bzw. Vlhová.

## Auszeichnungen
- 2022: Silbernes Lorbeerblatt[5]

## Erfolge

### Olympische Spiele
- Pyeongchang 2018: 5. Mannschaftswettbewerb
- Peking 2022: 2. Mannschaftswettbewerb, 4. Slalom

### Weltmeisterschaften
- Garmisch-Partenkirchen 2011: 18. Riesenslalom
- Schladming 2013: 3. Mannschaftswettbewerb, 21. Slalom, 30. Super-G
- Vail/Beaver Creek 2015: 13. Slalom
- St. Moritz 2017: 18. Slalom, 26. Riesenslalom
- Åre 2019: 4. Mannschaftswettbewerb, 11. Slalom
- Cortina d’Ampezzo 2021: 3. Mannschaftswettbewerb, 14. Slalom
- Courchevel/Méribel 2023: 3. Slalom, 6. Mannschaftswettbewerb
- Saalbach-Hinterglemm 2025: 5. Mannschaftswettbewerb, 8. Slalom, 9. Riesenslalom, 17. Team-Kombination

### Weltcup
- 16 Podestplätze in Einzelrennen, davon 2 Siege:

| Datum           | Ort             | Land       | Disziplin  |
| --------------- | --------------- | ---------- | ---------- |
| 29. Januar 2013 | Moskau          | Russland   | City Event |
| 29. Januar 2023 | Špindlerův Mlýn | Tschechien | Slalom     |

- 7 Podestplätze bei Mannschaftswettbewerben, davon 1 Sieg

### Weltcupwertungen
| Saison  | Gesamt | Gesamt | Super-G | Super-G | Riesenslalom | Riesenslalom | Slalom | Slalom | Kombination | Kombination | Parallel | Parallel |
| Saison  | Platz  | Punkte | Platz   | Punkte  | Platz        | Punkte       | Platz  | Punkte | Platz       | Punkte      | Platz    | Punkte   |
| ------- | ------ | ------ | ------- | ------- | ------------ | ------------ | ------ | ------ | ----------- | ----------- | -------- | -------- |
| 2009/10 | 88.    | 45     | –       | –       | 32.          | 35           | 49.    | 10     | –           | –           | –        | –        |
| 2010/11 | 69.    | 73     | –       | –       | 24.          | 55           | 44.    | 18     | –           | –           | –        | –        |
| 2011/12 | 28.    | 291    | –       | –       | 23.          | 88           | 12.    | 197    | 32.         | 6           | –        | –        |
| 2012/13 | 24.    | 314    | 33.     | 22      | 34.          | 36           | 11.    | 216    | 10.         | 40          | –        | –        |
| 2013/14 | 90.    | 27     | –       | –       | –            | –            | 35.    | 27     | –           | –           | –        | –        |
| 2014/15 | 55.    | 113    | –       | –       | –            | –            | 21.    | 113    | –           | –           | –        | –        |
| 2015/16 | 62.    | 105    | –       | –       | 43.          | 13           | 22.    | 92     | –           | –           | –        | –        |
| 2016/17 | 42.    | 180    | 49.     | 8       | 42.          | 10           | 19.    | 130    | 18.         | 32          | –        | –        |
| 2017/18 | 51.    | 163    | –       | –       | –            | –            | 18.    | 163    | –           | –           | –        | –        |
| 2018/19 | 51.    | 136    | –       | –       | –            | –            | 16.    | 136    | –           | –           | –        | –        |
| 2019/20 | 50.    | 121    | –       | –       | 35.          | 21           | 15.    | 84     | –           | –           | 27.      | 16       |
| 2020/21 | 27.    | 244    | –       | –       | –            | –            | 6.     | 235    | –           | –           | 22.      | 9        |
| 2021/22 | 17.    | 473    | –       | –       | –            | –            | 3.     | 437    | –           | –           | 7.       | 36       |
| 2022/23 | 17.    | 493    | –       | –       | –            | –            | 4.     | 493    | –           | –           | –        | –        |
| 2023/24 | 16.    | 517    | –       | –       | 46.          | 9            | 2.     | 508    | –           | –           | –        | –        |

### Europacup
- Saison 2008/09: 9. Gesamtwertung, 4. Slalom, 6. Super-G
- Saison 2009/10: 1. Gesamtwertung, 2. Riesenslalom, 6. Slalom
- Saison 2013/14: 6. Kombinationswertung
- Saison 2015/16: 10. Slalomwertung
- Saison 2020/21: 6. Slalomwertung
- 11 Podestplätze, davon 3 Siege:

| Datum            | Ort         | Land       | Disziplin    |
| ---------------- | ----------- | ---------- | ------------ |
| 4. Dezember 2009 | Kvitfjell   | Norwegen   | Riesenslalom |
| 24. Februar 2010 | Soldeu      | Andorra    | Riesenslalom |
| 25. Januar 2021  | Zell am See | Österreich | Slalom       |

### Juniorenweltmeisterschaften
- Formigal 2008: 9. Slalom, 28. Super-G
- Garmisch-Partenkirchen 2009: 14. Super-G, 22. Riesenslalom
- Mont Blanc 2010: 2. Riesenslalom, 4. Super-G, 9. Slalom
- Crans-Montana 2011: 6. Riesenslalom

### Weitere Erfolge
- 8 Deutsche Meistertitel (Abfahrt 2009 und 2012, Super-G 2012 und 2025, Riesenslalom 2015, Slalom 2016, Kombination 2010 und 2012)
- 2 Siege im Australia New Zealand Cup
- 3 Podestplätze im Nor-Am Cup
- 14 Siege in FIS-Rennen

## Privates
Dürr war von 2012 bis 2024 mit dem ehemaligen Skirennläufer Fritz Dopfer liiert.